# Silverton, British Columbia
Silverton är en ort i Kanada.   Den ligger i provinsen British Columbia, i den södra delen av landet, 3 100 km väster om huvudstaden Ottawa. Silverton ligger 544 meter över havet och antalet invånare är 195. Den ligger vid sjön Slocan Lake.
Terrängen runt Silverton är huvudsakligen bergig, men den allra närmaste omgivningen är kuperad. Silverton ligger nere i en dal. Runt Silverton är det glesbefolkat, med 18 invånare per kvadratkilometer.. Närmaste större samhälle är New Denver, 4,5 km norr om Silverton.